# الحديد والصلب المصرية
شركة الحديد والصلب المصرية شركة مساهمة مصرية سابقة - تم تصفيتها - ، كانت تعد أكبر شركة للحديد والصلب في مصر وأول شركة في الشرق الأوسط، تأسست عام 1954 بقرار من الرئيس عبد الناصر، وهي عبارة عن مجمع كامل للحديد والصلب في مدينة التبين بحلوان. وهي تابعة للشركة القابضة للصناعات المعدنية. حاليا، أعلنت الشركة توقفها عن العمل وتصفية أعمالها بشكل نهائي.

## تاريخها
بدأت فكرة إنشاء شركة للحديد والصلب في مصر عام 1932 بعد توليد الكهرباء من خزان أسوان، وظل في إطارالحلم المجرد حتى ظهر على أرض الواقع عندما أصدر الرئيس الراحل جمال عبد الناصر مرسومًا بتأسيس شركة الحديد والصلب يوم 14 يونيو 1954 في منطقة التبين بحلوان كأول مجمع متكامل لإنتاج الصلب في العالم العربي برأسمال 21 مليون جنيه.
تم الأكتتاب الشعبي وكانت قيمة السهم جنيهين مصريين يضاف إليهما خمسون مليمًا مصاريف إصدار،
وفي يوم 23 يوليو 1955 قام عبد الناصر مع أعضاء مجلس قيادة الثورة بوضع حجر الأساس الأول للمشروع على مساحة تزيد على 2500 فدان شاملة المصانع والمدينة السكنية التابعة لها والمسجد الملحق بها، بعد توقيع العقد مع شركة ديماج ديسبرج الألمانية (ألمانيا الشرقية آنذاك) لإنشاء المصانع وتقديم الخبرات الفنية اللازمة.
وبالرغم من ظروف العدوان الثلاثى سار العمل بهمة ونشاط في بناء المصنع، ولقى المشروع الوليد معاونة صادقة من كل أجهزة الدولة مثل مصلحة الطرق، المرور وسلاح الحدود الذين تضافرت جهودهم لتيسير عمليات النقل.ففى نفس التوقيت تم تشغيل ميناء الدخيلة لتوريد الفحم اللازم لتشغيل الأفران، وكذلك خط سكك حديدية من الميناء تصل إلى حلوان وخط سكك حديدية آخر لتوصيل خام الحديد من الواحات إلى حلوان. ولم يأت شهر نوفمبر من عام 1957 حتى كانت الأفران الكهربائية الخاصة بصهر الحديد قد بدأت أعمالها بالفعل، وفي 27 يوليو 1958 افتتح عبد الناصر الشركة الوليدة لتبدأ الإنتاج في نفس العام باستخدام فرنين عاليين صُنعا بألمانيا، (وقد تمت زيادة السعة الإنتاجية للمجمع باستخدام فرن عالٍ ثالث صناعة روسية عام 1973، لحقه الفرن الرابع بغرض زيادة إنتاج الشركة من الصلب عام 1979)، ليضم المجمع بذلك أربعة أفران عالية.

## إنتاج الشركة
اعتمد المشروع في إنتاجه على خامات الحديد المتوافرة بكثرة في مناجم أسوان "والتي قدرت مساحتها بـ1250 كيلو مترًا مربعًا، فبالإضافة إلى جودة الخام المستخرج منها تعتبر أقرب مصادر الخامات المصرية إلى طرق المواصلات، كما اعتمد على خام الحديد المتوفر أيضا في الواحات البحرية والبحر الأحمر، وقد بلغ إنتاج المصنع - آنذاك - ما يقرب من 210 آلاف طن ليصل إلى 1.5 مليون طن في فترة السبعينيات من الصلب المشكل على هيئة ألواح مختلفة الأحجام والسمك وقضبان وفلنكات حديدية وبلنجات السكك الحديدية، بالإضافة إلى الزوايا والكمرات والستائر الحديدية وأنابيب ومستودعات البترول وغيرها من احتياجات الصناعة المختلفة والتي كنا نستوردها سنوياً، كذلك أنتج المصنع منتجات أخرى ذات قيمة اقتصادية كبيرة منها السماد الفسفوري، خبث الأفران العالية الذي يستخدم في صناعة الأسمنت وكذلك كميات هائلة من غاز الأفران الذي استخدم لتشغيل بعض الآلات في المصنع ذاته، كما استخدم في توليد الكهرباء.

## الشركة حالياً
يبلغ عدد أسهم الشركة الحالى 488,436,139 بقيمة إسمية جنيهان للسهم الواحد وتبلغ القيمة السوقية 6,630 مليار جنيه مصري، رأس المال المصدر 976,872,278 جنيه مصري، اظهرت نتائج أعمال الشركة خلال النصف الأول من العام المالي الحالي تحقيق خسائر بلغت 311.6 مليون جنيه.

## شركة الحديد والصلب للمناجم و المحاجر
تم تأسيس شركة الحديد والصلب للمناجم و المحاجر في عام 2021 كشركة منقسمة من شركة الحديد والصلب المصرية (تحت التصفية) و تم إدراجها في البورصة المصرية
```
[
5
]
```

## وصلات خارجية
- الموقع الرسمي